# Louella Parsons
Louella Parsons (Freeport, 6 de agosto de 1881 - Santa Mônica, 9 de dezembro de 1972), nascida como Louella Rose Oettinger, foi uma escritora, roteirista e colunista social e de fofocas, considerada a primeira colunista sobre cinema de Hollywood.
Foi contratada por William Randolph Hearst e passou a escrever suas colunas que eram distribuídas para cerca de 400 jornais em todo o mundo, lidas por um público de 20 milhões, sendo considerada a Rainha de Hollywood durante muitos anos até a chegada de Hedda Hopper e Walter Winchell que com ela disputaram durante muito tempo.
Temida pelas celebridades de Hollywood, escrevia num estilo de linguagem "de cidade pequena" que agradava ao público, ficou notória por se envolver na supressão do filme Cidadão Kane em 1941, e foi uma das mulheres mais poderosas do jornalismo e do cinema estadunidense.
Por sua importância no cinema, recebeu um Globo de Ouro Especial por Mérito Jornalístico; além disto possui duas estrelas na Calçada da Fama de Hollywood: uma por sua participação no rádio, outra nos filmes.

## Primeiros anos
Louella Rose Oettinger nasceu em Freeport, Illinois, filha de Helen Stine Oettinger (de origem irlandesa) e de Joshua Oettinger (descendente de judeus alemães).
Sua mãe foi atriz de teatro e apresentava-se pelo país com sua avó Jeanette Wilcox Stine - inclusive numa controversa peça intitulada Sappho (nome da poeta grega Safo) que retratava a homossexualidade feminina e que fora banida em várias cidades. Em 1881 ela, então com 23 anos, se casou com Joshua e logo ficou grávida da filha que, quando estava para nascer e seu pai estava no trabalho, foi atendida por uma vizinha chamada Louella Bixter - que homenageou batizando a filha com seu nome.
Aprendeu a ler aos sete anos, e tornou-se uma leitora voraz, influenciada pela mãe que lia-lhe clássicos; mais tarde a mãe a levou á biblioteca pública e pediu à bibliotecária sua amiga que vigiasse a filha, mantendo-a longe de "lixos" - obras que a menina acabava conseguindo com amigos, de forma que em poucos anos havia lido centenas de livros.
Com a prosperidade do comércio paterno, eles se mudaram para uma região mais rica da cidade onde, para evitarem os sentimentos antissemitas passaram a frequentar a igreja episcopal; em 1886 nasceu seu irmão Edwin e em 1888 seu pai comprou uma loja de roupas que falira, e a fez prosperar, de forma que sua infância foi como menina de classe média - embora desde 1887 ele já estivesse com a saúde fragilizada e veio a morrer em 1890, aos 33 anos.
Sua mãe então vendeu a loja a um cunhado e passou a frequentar as festas e teatro em Chicago, influenciando a filha a acompanhar as apresentações numa época em que esta arte vivia uma "era de ouro" nos EUA, havendo várias revistas que tratavam do tema, com fofocas sobre os artistas. Um ano e meio depois de ficar viúva ela se casou com John Edwards, um vendedor ambulante de doces, e em pouco os gastos de Helen minguaram as contas da família pois ela continuava a dar festas e a viajar a Chicago. Louella tentara escrever para um  dos jornais locais, mas seus textos foram rejeitados; excelente aluna, contudo, vencia as disputas culturais estudantis e frequentemente aparecia no Freeport Journal Standard notícias de seu sucesso.
Seu padrasto abrira uma loja de doces que acabou falindo em pouco tempo, de forma que em 1898 eles se mudaram para Dixon, onde o irmão dele já fora prefeito e John conseguiu um novo trabalho: apesar de um lugar pequeno, vivia um momento de crescimento e no ano seguinte Louella, então com dezoito anos, frequentou o ginasial na South Side High School onde, como na terra natal, também se destacara nos estudos.
Em 1900 fundou em Dixon o Kendall Club, reunindo garotas das melhores famílias do lugar, com fins de realizar a caridade e encontros sociais; em 1901 ela finalmente concluiu o ensino secundário, e foi a oradora da turma: seu discurso falava sobre os "Grandes Homens" e, quando terminou o diretor do colégio a elogiou, profetizando que estavam diante de uma futura grande escritora.
Recebendo a contribuição financeira de um parente distante alemão, ingressou numa faculdade local formadora de professores - a Dixon Normal School and Business College; ainda morava com a mãe e o padrasto quando começou a ter suas primeiras aulas mas, aos vinte anos, sua mãe começou a pressioná-la para que arranjasse um marido.
Ela tivera um breve namoro com um militar de 29 anos, John Parsons de tradicional família da cidade e este retornara para trabalhar com o pai, após uma longa recuperação por ter contraído dengue na África do Sul; Louella escrevia a coluna social num jornal local, o Dixon Star, tornando-se em 1902 a primeira jornalista da cidade e, mergulhando no ambiente de fofocas da sociedade local, criou as bases para seu futuro trabalho em Hollywood.
Formou-se em 1903 e começou a lecionar na Stoney Point School, de onde saiu em 1905; em outubro casou-se com Parsons, que se revelou um desastre por seu temperamento explosivo, egoísta e apesar de ser inteligente, levou-a a se tornar infeliz na relação; eles se mudaram para Burlington (Iowa), onde ela tentou sem sucesso ser aceita pela alta sociedade do lugar, bastante simplória ante sua cultura e modos; mais tarde ela escreveria que preferia morar no lugar mais frio da Sibéria do que voltar ali.
No começo de 1906 descobriu que estava grávida, e que o marido mantinha um caso extraconjugal com uma jovem loira com quem trabalhava; abandonada por ele, teve sua filha Harriet sozinha; ela tinha então dois únicos amigos na cidade: uma jovem chamada Adeline Moir, e um músico chamado Martin Bruhl, que a levava ao teatro onde ele ocasionalmente tocava e a apresentou aos atores que ali eventualmente se apresentavam.
O cinema então estava começando a se espalhar pelo país, com a invenção de novas técnicas e exibição de filmes de 5 a 10 minutos, em pequenas salas chamadas então de nickelodeon sendo inaugurada uma destas em Burlington em 1909, e ela logo se tornou uma aficionada.
No final de 1910, aos 29 anos, ela decidiu se separar de vez do marido e mudar-se para Chicago, a fim de começar uma nova vida.

## Chicago e começo da carreira
Chicago em 1910 era uma cidade com mais de dois milhões de habitantes e uma grande quantidade de mulheres formavam sua força de trabalho sendo bastante procurada por solteiras e divorciadas, a tal ponto que muitas cidades dos estados vizinhos sofriam de "falta de mulheres", que para lá migraram no período de 1880 a 1930.
Deprimida mas otimista, ela foi morar com os tios paternos Hattie e Eli; após um breve emprego como secretária, conseguiu enfim emprego no Chicago Tribune onde, para sua decepção, estava limitada a reescrever matérias com um pequeno salário - onde seu único luxo era assistir aos filmes regularmente: a cidade vivia um florescimento do cinema, especialmente com a produção de filmes por parte das grandes levas de imigrantes que para lá acorriam, vindos de toda as partes da Europa.
Até 1910 o nome dos atores não era divulgado, mas naquele ano isto começara a ser feito, e os estúdios começaram a divulgar seus astros e em 1911 surgia a primeira revista falando dos filmes; no ano seguinte começaram a trazer entrevistas com atores e logo o público se revelou ávido por esse tipo de publicação e, embora muitas cartas pedissem notícias sobre casamentos e casos dos artistas, estas informações não eram publicadas; em 1913 algumas informações desse tipo surgiam, mas de forma tímida e inócua - e os estúdios publicavam o que passou a se chamar de "scenarios" voltado aos fãs; Louella tornara-se uma ávida consumidora dessas publicações e passou ela mesma a escrever alguns, dando vazão ao seu antigo sonho.
Na época Chicago vinha em segundo lugar na produção de filmes, cuja primazia cabia a Nova York, e possuía em 1911 uma publicação oficial e dois estúdios: Essanay e Selig;  o Essanay era uma junção das iniciais dos sobrenomes de seus fundadores "S and A - de George Spoor, dono de uma pequena rede de cinemas, e o ator cowboy do famoso filme de 1903, The Great Train Robbery", Broncho Billy Anderson, e seu estúdio passou a publicar uma revista oficial.
Graças a uma vizinha de Spoor que era colega de uma prima sua, Louella conseguiu ser apresentada a ele por sua esposa e foi contratada, deixando assim seu emprego no jornal; ela conhecia novos amigos e homens, de forma que em setembro de 1911 voltou a Burlington e divorciou-se de John - algo que ela nunca admitiu publicamente, contando a história de que ele havia morrido durante a I Guerra Mundial (ele de fato, após se casar em 1917 com a amante, realistou-se e morreu em combate no ano seguinte) - isto porque naquela época era uma vergonha ser uma mulher divorciada, o que ela ocultava mesmo de amigos e colegas. Livrou-se do marido, mas manteve o sobrenome, Parsons.
Pouco tempo depois do seu, a mãe também se divorciou, vendeu a casa em Dixon e foi morar com a filha, o que durou sete anos; ela trabalhava febrilmente no Essanay que produzia filmes como uma indústria, já que por aquele tempo as películas tinham uma duração média de 15 a 20 minutos; Louella escrevia scripts e respectivos scenarios - uma mulher certa feita pegou-lhe um dos manuscritos para script e vendera para um estúdio concorrente; confrontada, ela respondera que tinha dezenas de outros daqueles "comentários".
Em 1912 um de seus roteiros incluía uma criança de seis anos, que não era outra senão sua filha Harriet, creditada como "Baby Parsons" (em The Magic Wand); estava, contudo,  imersa no trabalho e sua mãe cuidava da filha e da casa; ela declarou, então, numa entrevista, que realmente fazia aquilo que era a vocação de sua vida. Em 1915 Charles Chaplin estreou pela Essanay com His New Job, e escreveu o roteiro em parceria com Louella. Além desses sabe-se que também fez os scenarios de Chains e Margaret's Awakening, ambos de 1912.
Ela então arriscou fazer um trabalho fora da Essanay, propondo ao editor do jornal Record-Herald, uma vez que os trens que levavam os astros e estrelas de Nova York para Hollywood, onde a indústria de cinema prosperava, tinham que parar por cerca de duas horas em Chicago antes seguirem viagem: ela iria até a estação e os entrevistaria sobre suas vidas pessoais; o editor arriscou na ideia, mas perguntou-lhe: "Quem vai se interessar em ler sobre isso?" - ela simplesmente inaugurava uma nova modalidade de jornalismo: a fofoca sobre atores, e foi um sucesso.
Louella se casou novamente, com um capitão de navio chamado Jack McCaffrey - e mais tarde os registros dessa união foram ocultados por ela, como forma de mostrar um passado "limpo".

## Mudança para Nova York: elogio rende a independência financeira
Em 1918 recebeu uma proposta vantajosa e trocou o Herald pelo New York Morning Telegraph onde escrevia uma coluna intitulada "In and Out of Focus, mudando-se de cidade junto à filha e ao marido. Morava agora num apartamento cujo aluguel mensal era de 90 dólares, e se envolveu em organizações feministas como o Woman Pays Club que tinha entre seus membros a primeiras roteiristas de cinema Anita Loos e Frances Marion Se o pagamento era melhor, ela agora tinha que se esforçar em dobro; seu horário de trabalho bem como as manobras sociais que fazia para obter informações rapidamente a fizeram se afastar do marido, mas o casamento arruinou de vez quando ela se apaixonou por aquele que seria "o verdadeiro amor de sua vida" segundo uma biógrafa, Peter Brady um proeminente empresário novaiorquino, que era casado.

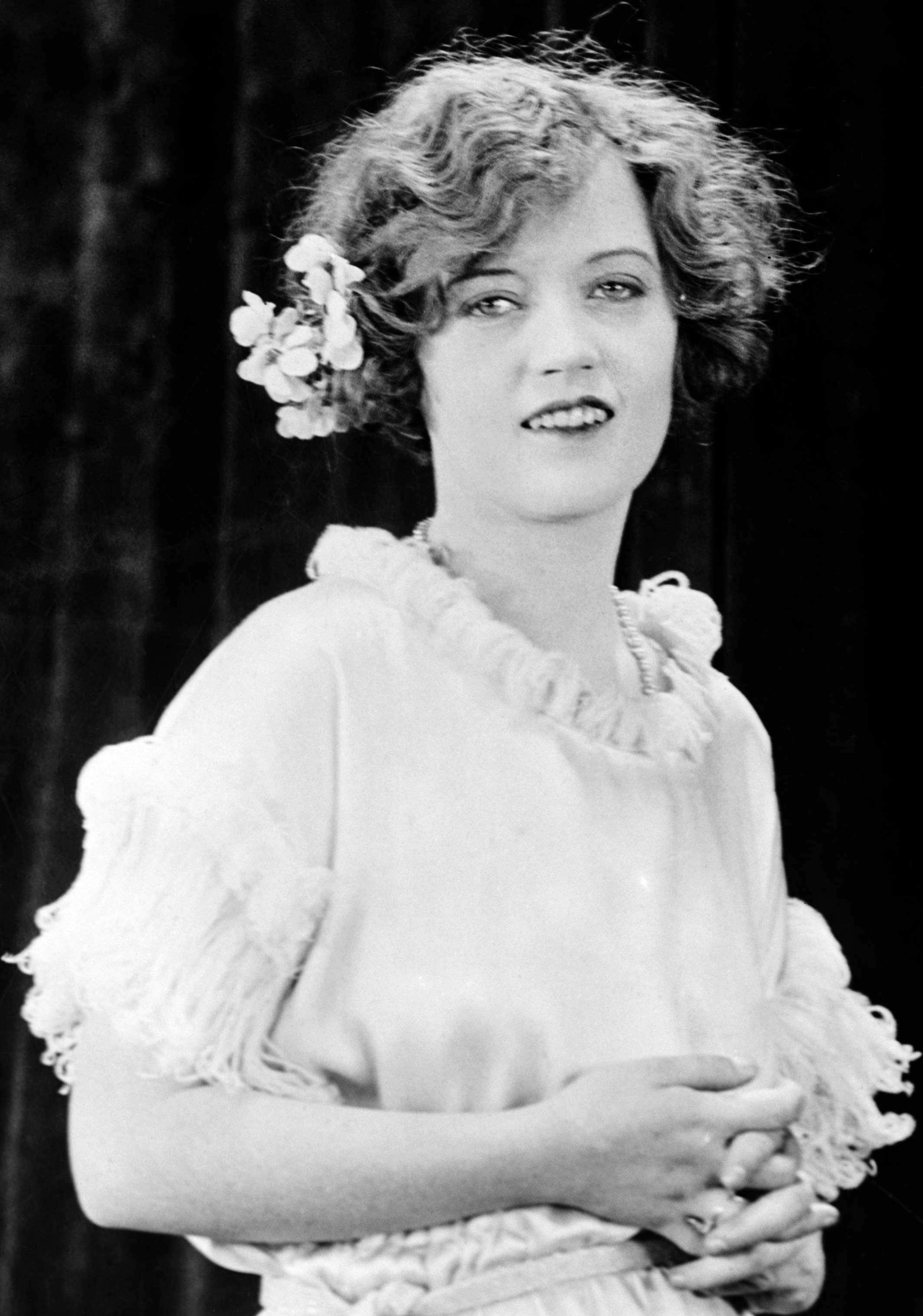
Marion Davies, o "passaporte" de Luella ao magnata Hearst.

Mesmo obcecada por um homem casado, ela não descuido da ascensão profissional e fez uma campanha para despertar a atenção do homem mais poderoso de então no mercado editorial jornalístico, William Randolph Hearst: ela passou a elogiar em sua coluna as qualidades da atriz Marion Davies, que Hearst havia tirado aos 14 anos de figuração no coro para ser sua amante, e em torno de quem ele construíra seu estúdio cinematográfico, o Cosmopolitan. Enquanto os críticos apontavam os defeitos da jovem, ela logo conquistou sua amizade até que, em 1923 Hearst ofereceu-lhe um emprego recebendo 250 dólares por semana, como editora-chefe sobre cinema.
O poder que conseguira com as palavras não servira apenas para a carreira de Davies - ela também criou sua própria atriz de "estimação", uma atriz chamada Hedda Hopper, que elogiou num pequeno trabalho e em 1926 declarou que era o tipo de mulher que deixaria qualquer homem perdido: Hedda viria a ser, anos depois, sua principal rival no trabalho, e grande inimiga.
O ritmo frenético de vida de Louella, dormindo apenas duas ou três horas por noite, a fim de cumprir todos os compromissos sociais e ainda manter um relacionamento clandestino, minou sua saúde e ela foi diagnosticada com tuberculose; no outono de 1925, ignorando ordens médicas, foi a um jantar na casa de Hearst que, vendo seu estado, despachou-a para o deserto californiano para se recuperar.
Durante esse exílio recebia a visita de vários amigos que fizera no mundo do cinema, dentre elas Hedda Hopper que, em troca de algumas linhas elogiosas da sua poderosa assinatura, tornou-se-lhe a principal informante. Quando finalmente se recuperou em março de 1926 anunciou a Hearst que estava pronta para retomar seu posto em Nova York, mas ele respondera-lhe: "Louella, os filmes estão em Hollywood agora, e acho que lá é o seu lugar"; ela ficou radiante e disse-lhe "Finalmente, a escritora de Hollywood está indo para Hollywood" - sua coluna alcançaria 372 jornais, de Beirute até a China.